# Reportagen (Magazin)
Reportagen ist ein zweimonatlich erscheinendes Printmedium, das die klassische literarische Text-Reportage pflegt.

## Konzept
Das im Oktober 2011 erstmals herausgegebene Magazin Reportagen erscheint im – bei Büchern üblichen – DIN-A5-Format und verzichtet vollkommen auf Bildstrecken. Sein stabiler Leineneinband (folierter Karton) und die typografisch auffällige Gestaltung, entwickelt von dem Zürcher Grafik-Kollektiv Moiré, verleihen Reportagen die Anmutung eines Buches, während die zweimonatliche Erscheinungsfrequenz und die Distribution im Zeitschriftenvertrieb (in Deutschland: Bahnhofsbuchhandel) Merkmale einer Zeitschrift sind.
Inhaltlich pflegt die Redaktion die klassische Text-Reportage im Stile Hemingways oder Kischs. Die Reportagen haben eine subjektive Sprache. Eine eigene Sprachfärbung, die auf Erlebnissen des Reporters basiert, ist Bestandteil des Konzepts.

## Auszeichnungen
2013:
- Literaturpreis der Stadt Bern
- Design Preis Schweiz, Kategorie «Communication Design»
- Deutscher Reporterpreis, Kategorie «Beste Reportage», mit Claas Relotius’ Der Mörder als Pfleger (2018 nach einem Fälschungsskandal zurückgegeben[2])

2014:
- CNN Journalist Award, Claas Relotius wird «Journalist of the Year» mit Der Mörder als Pfleger
- Medienpreis für Freischaffende, Claas Relotius mit Der Mörder als Pfleger

2015:
- Karl-Buchrucker-Preis für die Reportagen-Redaktorin und -Reporterin Juliane Schiemenz mit Alzheimer on the Road[3]
- Marlies-Hesse-Nachwuchspreis für die Reportagen-Redaktorin und -Reporterin Juliane Schiemenz mit Alzheimer on the Road[4]
- Freischreiber-Himmel-Preis für Reportagen für fairen Umgang mit freien Autoren. Die Jury würdigte die angemessene Bezahlung und die Einbindung der Autoren in das Heftkonzept.[5]
- TDC Typeface Design Winner 2015, die Reportagen-Schrift «GT Sectra» von den Gestaltern Dominik Huber, Marc Kappeler und Noël Leu gewinnt den Titel «Beste Schrift 2015» des Type Director Club.[6]

2016:
- German Design Award für die Reportagen-Gestalter Marc Kappeler, Ruth Amstutz und Dominik Huber. Auszeichnung «Special Mention» für Reportagen in der Kategorie «Editorial».[7]
- Zürcher Journalisten-Preis für Federico Franchini, Hannes Grassegger und Daniel Puntas Bernet für die Reportage Unicef und Blutgold in Ausgabe Nr. 26, 3. Dezember 2015[8]

2018:
- Marlies-Hesse-Nachwuchspreis für die Reportagen-Autorin Barbara Bachmann für ihre Reportage Sex, Lügen und Youtube[9]

2019:
- Marlies-Hesse-Nachwuchspreis für die Reportagen-Autorin Margherita Bettoni für die Reportage Liebe mich oder stirb. Wie ein Dorf fast daran zerbricht, eines Femizid-Opfers zu gedenken.[10]

## Autoren
Der Anspruch von Reportagen ist, sowohl Journalisten wie auch Schriftstellern die Möglichkeit zu bieten, wahre Geschichten in stilistisch hochstehender Form zu publizieren. Für Reportagen schrieben bisher unter anderem:
- Sibylle Berg
- Michail Pawlowitsch Schischkin
- Erwin Koch
- Hannes Grassegger
- Beat Sterchi
- Susanna Schwager
- Claas Relotius
- Vea Kaiser
- Linus Reichlin
- Roger Willemsen
- Amir Hassan Cheheltan
- José Manuel Camacho Delgado
- Philip Gourevitch
- Tom Kummer
- Sandro Mattioli
- Oriana Fallaci
- Dmitrij Gawrisch
- Arnon Grünberg
- Saskia Jungnikl
- Urs Mannhart
- Margrit Sprecher

## Verletzung journalistischer Standards
2015 gaben die Reportagen Tom Kummer eine Chance, seine journalistischen Fähigkeiten nach seinem Medien-Skandal von 2000 wieder einzusetzen. Kummer nutze sie nicht, 2016 fiel auf, dass er in seine Beiträge im Magazin Reportagen und in der Weltwoche mehrere Sätze und Textabschnitte eingebaut hatte, die aus Artikeln im Spiegel, in der Zeit, der Süddeutschen Zeitung, der Wikipedia und in weiteren Orten stammten.
Zwischen 2013 und 2016 druckten die Reportagen fünf Beiträge von Claas Relotius ab, dem 2018 nachgewiesen wurde, systematisch Beobachtungen, Aussagen und Begegnungen erfunden zu haben. Soweit bekannt, beruhte keiner der in Reportagen veröffentlichten Berichte völlig auf Erfindungen. Wie bei Relotius üblich, hatte er aber reale Begebenheiten ausgeschmückt und verdichtet.